# Albuminový tisk

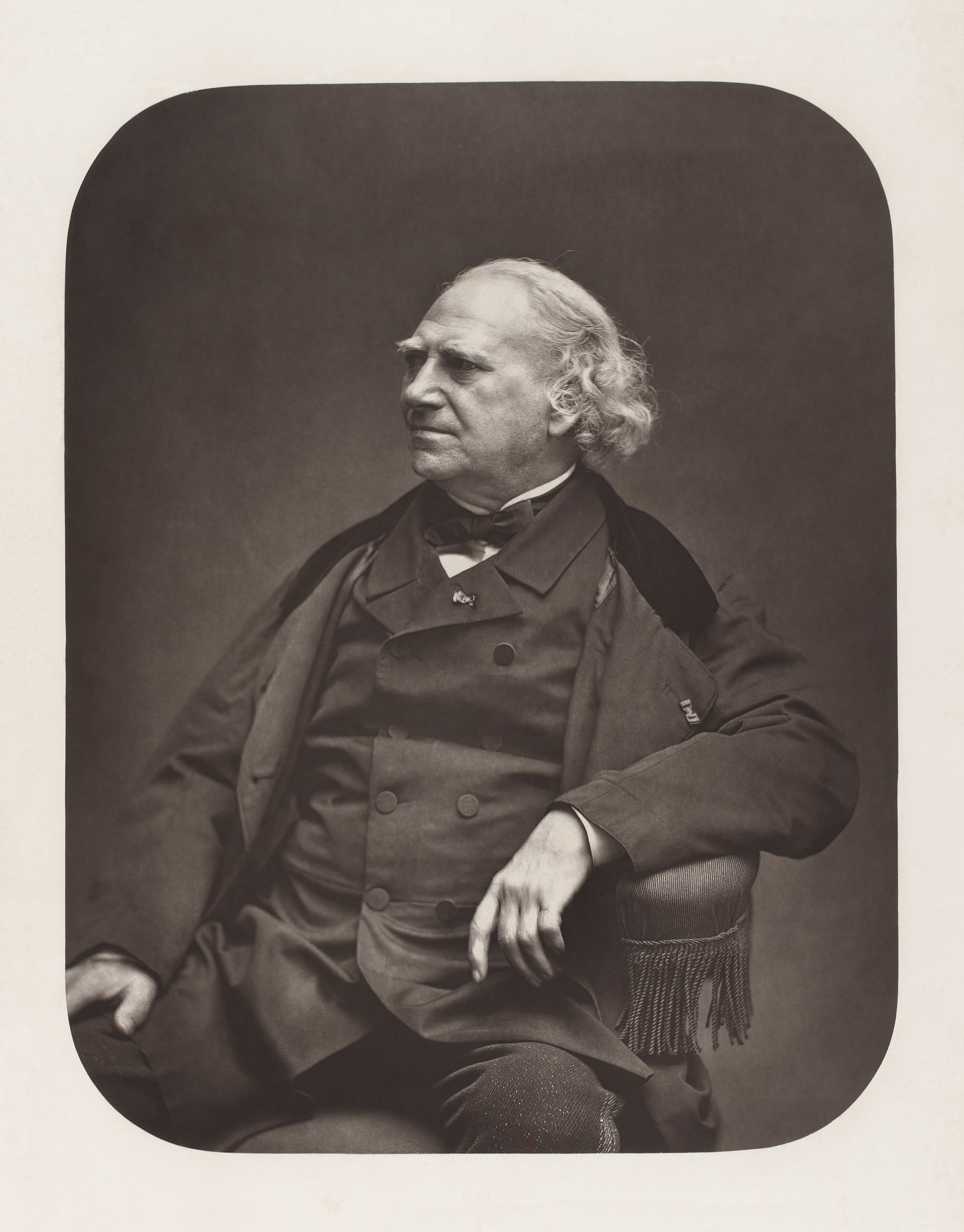
Louis Désiré Blanquart-Evrard

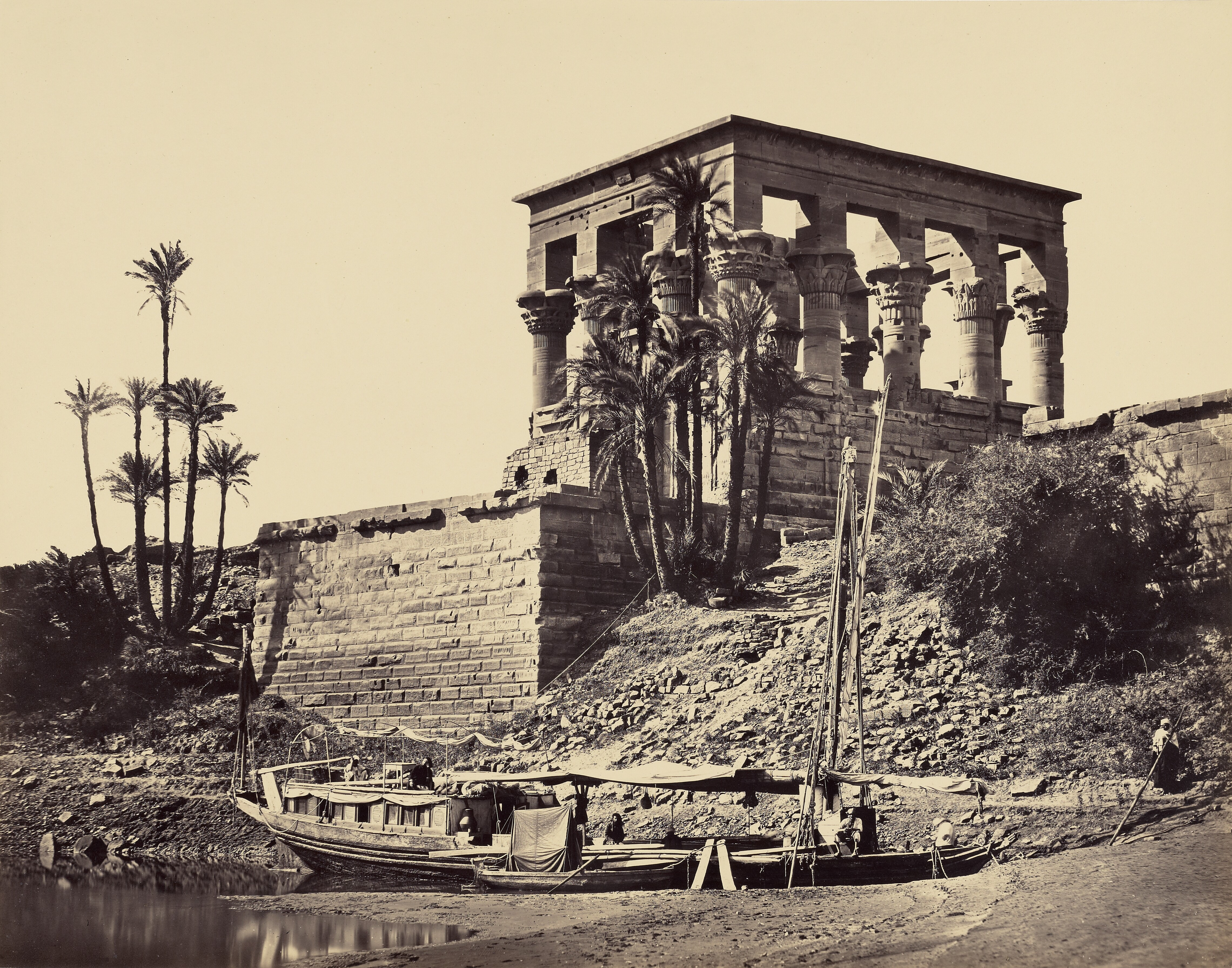
Fotografie egyptského chrámu na albuminovém papíru zhotovená Francisem Frithem v roce 1857 o rozměrech 38.2×49.0 cm, dnes uložena v National Galleries of Scotland

Albuminový tisk (případně albuminový stříbrný tisk) je proces zhotovování fotografických pozitivů z negativu na speciálně upravený tzv. albuminový papír. Do té doby byly pozitivy zhotovovány na kovovém podkladu. Je založen na vytvoření světlocitlivé vrstvy chloridu stříbrného fixovaného do albuminu z vaječného bílku, která je nanesena na papír (obvykle ze 100% bavlny). Vynalezl jej Louis Désiré Blanquart-Evrard v roce 1850. Albuminový tisk se stal dominantní technologií zhotovování pozitivů po prakticky celou druhou polovinu 19. století. U tohoto postupu neprobíhá vyvíjení ve speciální lázni, ale obraz vzniká během osvitu a proces je ukončen pouze ustálením.

## Historie
Vynálezcem techniky byl Francouz Louis Désiré Blanquart-Evrard, který ji poprvé veřejně představil 27. května 1850 ve Francouzské akademii věd. Rychle si získala oblibu díky svým vlastnostem: vysoké rozlišení obrazu, bohatost detailů, lesklý povrch tisku. V portrétní fotografii nahradil albuminový tisk do té doby používanou daguerrotypii. Díky patentu z roku 1854 na carte de visite, jehož držitelem byl André Adolphe Eugène Disdéri, se fotografické portréty staly široce dostupnými. Disdériho vynález umožnil snížit náklady na pořízení jedné fotografie tím, že na jedné desce (negativu) bylo pořízeno více snímků vedle sebe. Fotografické dílny nabízející možnost pořídit si fotografický portrét nebo zakoupit snímky slavných osobností se ve většině evropských měst objevily ve druhé polovině 19. století. Technika pořizování tisků na albuminový papír zůstala široce používána téměř až do konce století. Na začátku 20. století byla nahrazena jinými metodami. Definitivně zanikla ve 20. letech 20. století.
Albuminové tisky se dnes díky jejich dobové oblíbenosti běžně vyskytují v archivech, knihovnách i soukromých sbírkách.

## Postup výroby
1. Nejprve je vyrobena emulze z vaječného bílku, rozředěného v poměru 1:1 s vodou s přídavkem chloridu sodného nebo chloridu amonného.
2. Tímto roztokem je z jedné strany potřen papír.
3. Papír se usuší při teplotě 35 až 50 °C.
4. Krátce před použitím (fotosenzitivita trvá jen krátkou dobu) je papír namočen na cca 5 minut z jedné strany do roztoku dusičnanu stříbrného. Reakcí dusičnanu s chloridem vznikne chlorid stříbrný. Tento proces musí probíhat za nepřítomnosti UV záření (v temné komoře pouze s červenou lampou).
5. Papír se znovu vysuší a ihned se na něj kontaktně  exponuje negativ. Původně se postupovalo tak, že papír s přiloženým negativem (exponovaným na skleněné desce) byl vystaven slunečnímu záření, nověji jsou používány UV lampy, protože vrstva je citlivá přednostně na UV záření. Pozitivní obraz vzniká přímo při expozici, nepoužívá se vývojka. Expozice se ukončí, když je obraz o něco světlejší než zamýšlený konečný produkt.
6. Dostatečně exponovaný pozitiv se ustálí roztokem thiosíranu sodného (cca 15 min) a poté opláchne vodou.
7. Obraz může být případně tónován do hnědého, červenohnědého, fialového nebo namodralého tónu. V závislosti na použitém toneru tato úprava probíhala před nebo po ustálení.
8. Povrch může být navíc pokryt lakem, aby byl lesklejší a odolnější proti stárnutí.

## Poškození
Během všech operací je třeba postupovat opatrně, aby nedošlo k mechanickému poškození albuminové vrstvy. Nejčastějším poškozením albuminových tisků je žloutnutí a vyblednutí obrazu. Charakteristickým znakem tohoto typu fotografie jsou drobné prasklinky objevující se na povrchu albuminu, které jsou jedním ze znaků umožňujících identifikaci této techniky. Potenciálním zdrojem poškození výtisků může být karton, na kterém jsou lepeny, který je často vyroben z nekvalitního papíru.